# Heinrich Caro
Heinrich Caro (Posen, 13 de febrero de 1834 – Dresde, 11 de septiembre de 1910) fue un químico alemán.
Estudió química en Berlín y comenzó su carrera en la industria textil. Más tarde, trabajó con Adolf von Baeyer en la BASF en 1879 en la síntesis del colorante índigo. También es titular de varias patentes por la síntesis de la alizarina y el aislamiento de la acridina. El ácido de Caro o ácido peroxomonosulfúrico (H2SO5) lleva su nombre. Junto con Otto Nikolaus Witt, Caro es uno de los fundadores de la industria de los colorantes azoicos gracias al descubrimiento de la crisoidina.

## Biografía
Heinrich Caro nació el 13 de febrero de 1834 en la ciudad prusiana de Posen (actual Poznań, en Polonia). Procedía de una antigua familia judía sefardí, aunque más tarde se convirtió al luteranismo. Su padre, Simon Caro (1798-1871), era gerente de una empresa cerealista de Berlín, y su madre, Amalie Schnitzler (1800-1875), procedía de Breslau.
Estudió química en Berlín, en el Real Instituto de Comercio e Industria y posteriormente en la Universidad de Berlín. En 1855 se trasladó a Mülheim an der Ruhr para iniciarse en el teñido y la estampación de calicó. En 1856 fue cofundador de la Asociación de Ingenieros Alemanes (Verein Deutscher Ingenieure, VDI). En noviembre de 1859 viajó a Manchester para trabajar en la empresa de tintes y estampados Roberts, Dale & Co., donde desarrolló el uso de la anilina. En vista de las mejoras que introdujo en la producción de mauveína, los directivos le ofrecieron ser copropietario de una filial.
En Londres conoció a Peter Grieß, Ludwig Mond y Friedrich Engels, así como a la inglesa Sarah Eaton (1842-1917), con la que se casó. En esta época desarrolló colorantes amarillos (como el aminoazobenceno y la indulina) y el dinitronaftol.

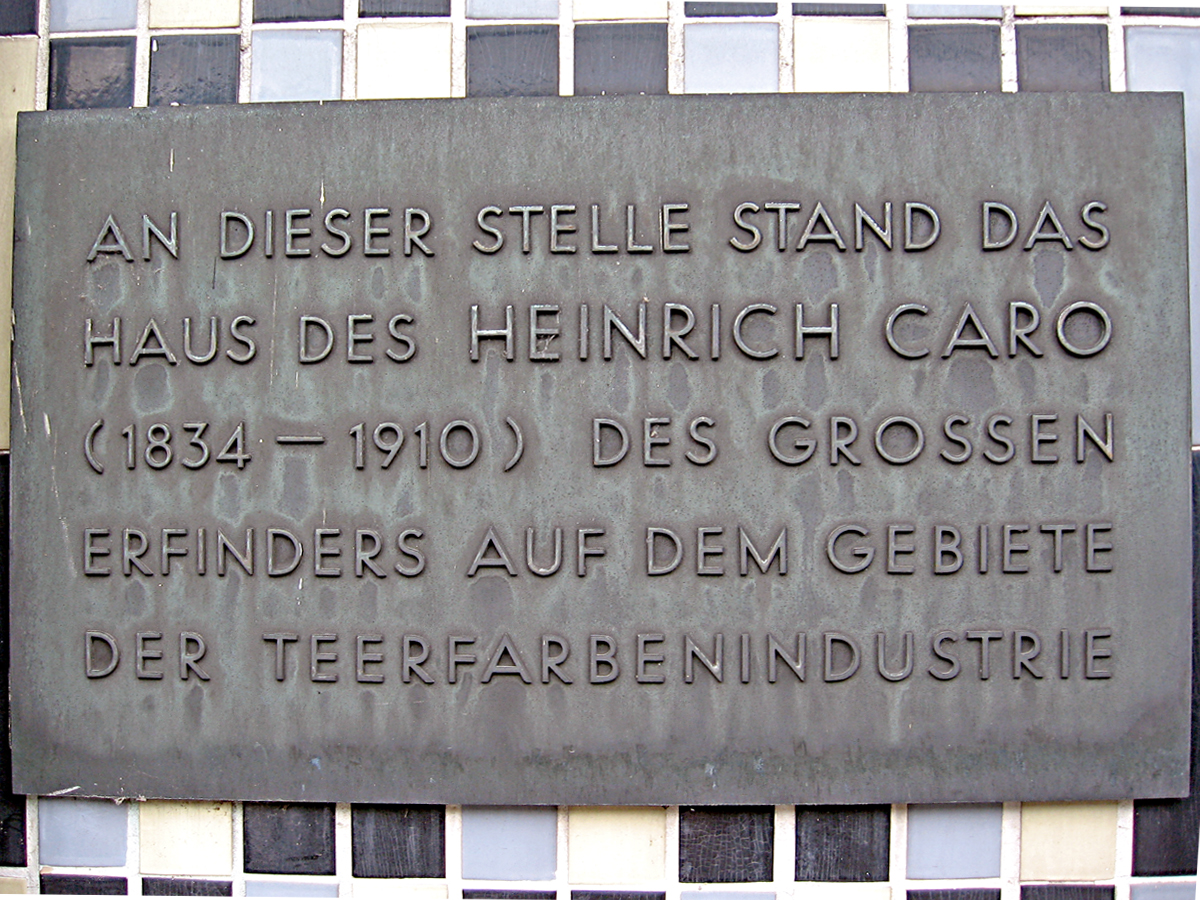
Placa conmemorativa frente a la casa de Caro en la manzana C8 de Mannheim.

Sus problemas de salud le obligaron a regresar a Alemania. En 1867 vendió sus acciones de la empresa británica y se instaló en Palermo para estudiar la química estructural de los compuestos aromáticos con el químico italiano Stanislao Cannizzaro. En 1868 entró a trabajar como químico investigador en la empresa Badische Anilin und Sodafabrik (BASF), fundada por Friedrich Engelhorn tres años antes.
Allí, su primer gran proyecto fue la síntesis a escala industrial de la alizarina, un colorante rojo extraído de la raíz de la rubia. Se basó en los trabajos de Carl Graebe y Carl Liebermann, que habían logrado determinar su estructura química y habían ideado una forma de sintetizarla a escala de laboratorio a partir del antraceno, para elaborar un proceso de fabricación de alizarina sintética consistente en la sulfonación de la antraquinona con ácido sulfúrico concentrado. El inglés William Henry Perkin, que se encontraba trabajando en el mismo campo, obtuvo la patente de su proceso el 26 de junio de 1869, un día después que Caro. No obstante, ambas partes alcanzaron un acuerdo amistoso en virtud del cual a Perkin se le permitía fabricar alizarina en Gran Bretaña bajo licencia de la BASF, lo que a la postre reportó a la empresa renombre internacional y acceso al mercado mundial.
En 1876, Caro fundó la industria de los colorantes azoicos junto con Otto Nikolaus Witt gracias al descubrimiento de la crisoidina. Un año después, Caro patentó el azul de metileno, la primera patente concedida en Alemania para un colorante de alquitrán. En 1879, junto con Adolf von Baeyer, sintetizó el primer colorante índigo.
Entre sus otros trabajos destacan el desarrollo de la eosina, el verde malaquita y la auramina, así como el aislamiento de la acridina. El ácido de Caro, o ácido peroxomonosulfúrico (H2SO5), lleva su nombre. En 1884, Caro se convirtió en miembro del Consejo de Administración de BASF y pasó a formar parte del Consejo de Supervisión en 1890. En 1892 y 1893 fue presidente de la Asociación de Ingenieros Alemanes.

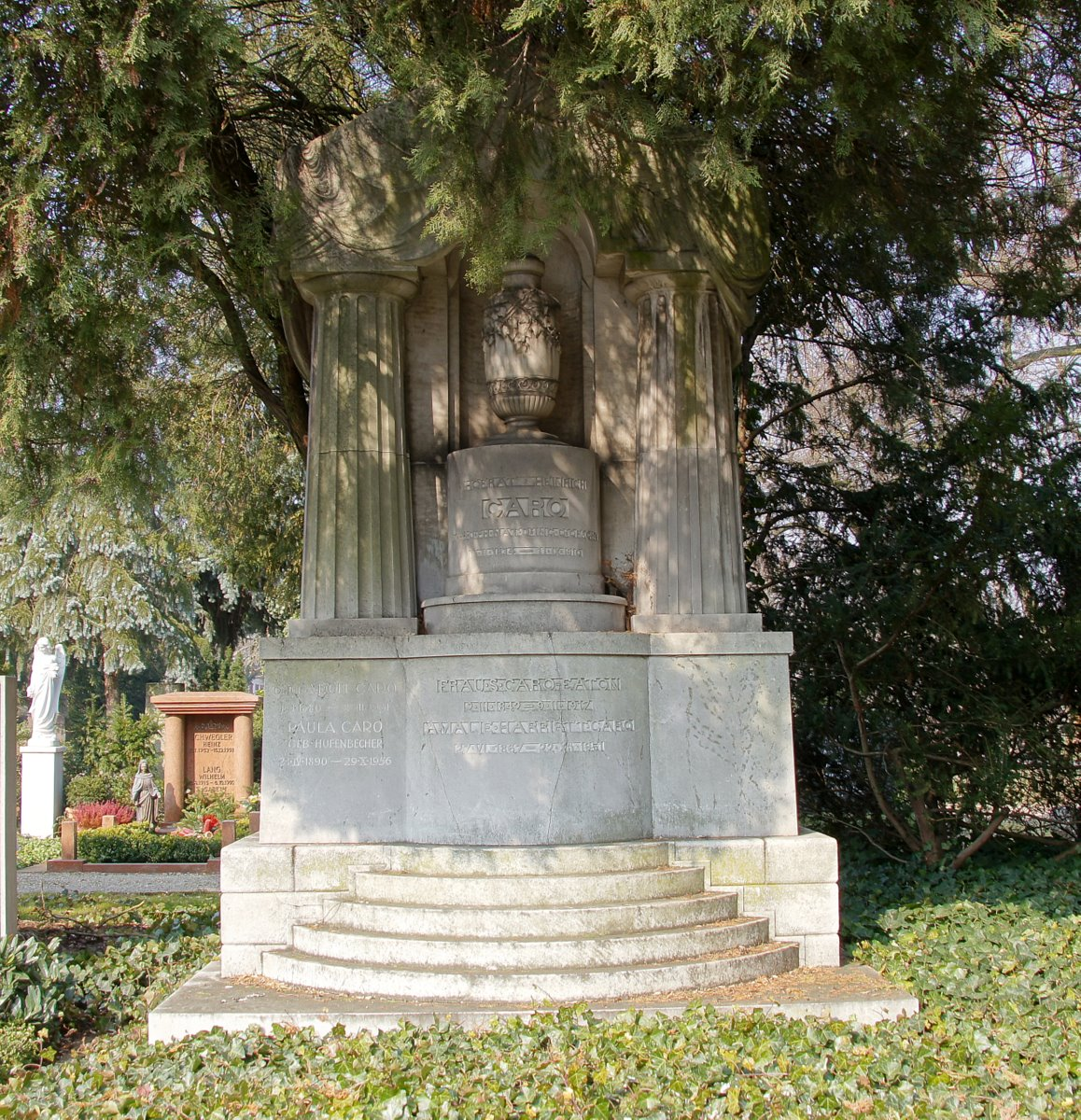
Tumba de Caro en Mannheim

Caro fue doctor honoris causa por varias universidades y consejero de la corte de Baden. En 1897, la VDI le concedió la condición de miembro honorario. Una calle de la urbanización BASF de Maxdorf lleva el nombre de Carostraße en su honor.
Murió en un viaje a Dresde el 11 de septiembre de 1910. Está enterrado en Mannheim.